# Greetings from Your Hometown
Greetings from Your Hometown è il settimo album in studio del gruppo musicale statunitense Jonas Brothers, pubblicato il 8 agosto 2025.

## Tracce
1. I Can't Lose – 3:03
2. Tables – 3:33
3. Love Me to Heaven – 3:26
4. No Time to Talk – 2:35
5. Backwards – 3:00
6. Loved You Better (con Dean Lewis) – 2:37
7. Greetings from Your Hometown (con Switchfoot) – 3:30
8. When You Know – 4:29
9. Heat of the Moment – 4:22
10. Bully – 3:13
11. Waste No Time – 2:55
12. Lucky – 2:49
13. Mirror to the Sky – 3:23
14. Slow Motion (con Marshmello) – 2:31